# Omphalotus olearius
Omphalotus olearius (DC.) Singer– gatunek grzybów z rodziny Omphalotaceae.

## Systematyka i nazewnictwo
Pozycja w klasyfikacji według Index Fungorum: Omphalotaceae, Agaricales, Agaricomycetidae, Agaricomycetes, Agaricomycotina, Basidiomycota, Fungi.
Po raz pierwszy zdiagnozował go w 1815 r. Augustin Pyramus de Candolle, nadając mu nazwę Agaricus olearius. Obecną, uznaną przez Index Fungorum nazwę nadał mu w 1946 r. Rolf Singer.
Niektóre synonimy:
- Agaricus olearius DC., in de Candolle & Lamarck 1815
- Agaricus olearius DC., in de Candolle & Lamarck 1815 subsp. olearius
- Clitocybe olearia (DC.) Maire 1933
- Pleurotus olearius (DC.) Gillet 1876.

W niektórych atlasach grzybów opisywany jest jako kielichowiec pomarańczowy.

## Charakterystyka
Grzyb trujący o lejkowatym kształcie, intensywnie świecący w ciemności. Światło wydzielane przez ten grzyb ma kolor zielony. Jest to grzyb ciepłolubny. Występuje na południu Europy, poczynając od południowych Czech i południowej Słowacji.
W Polsce nie występuje.
Rośnie na pniakach dębów, kasztanowców i oliwek.

## Galeria

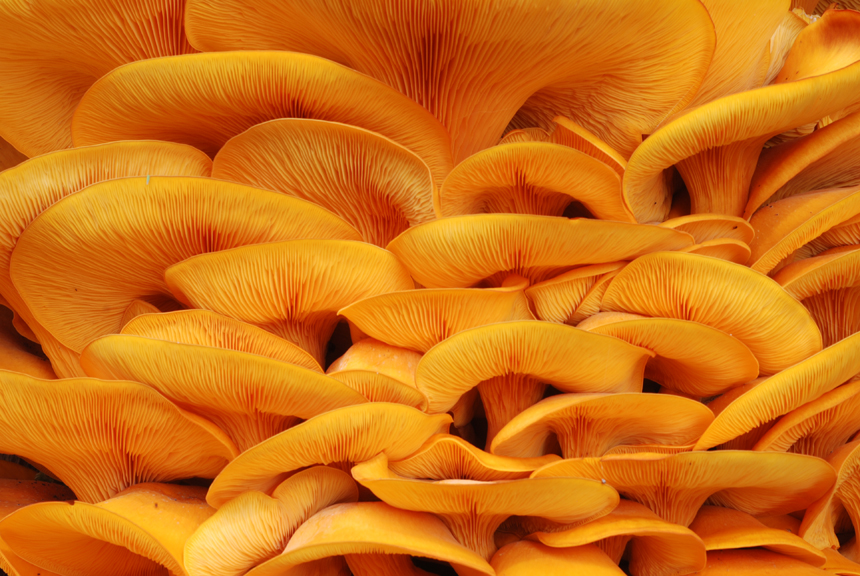
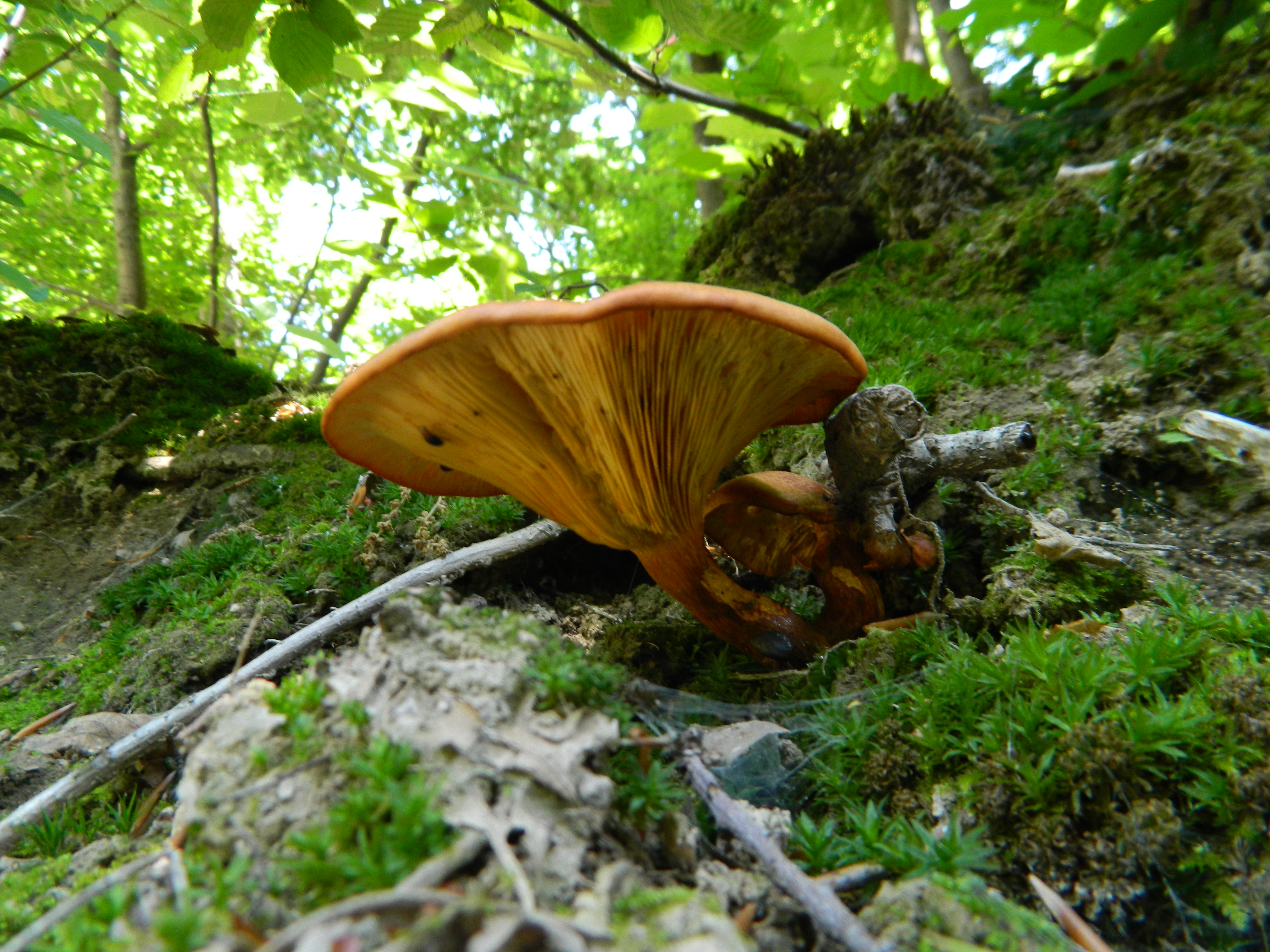
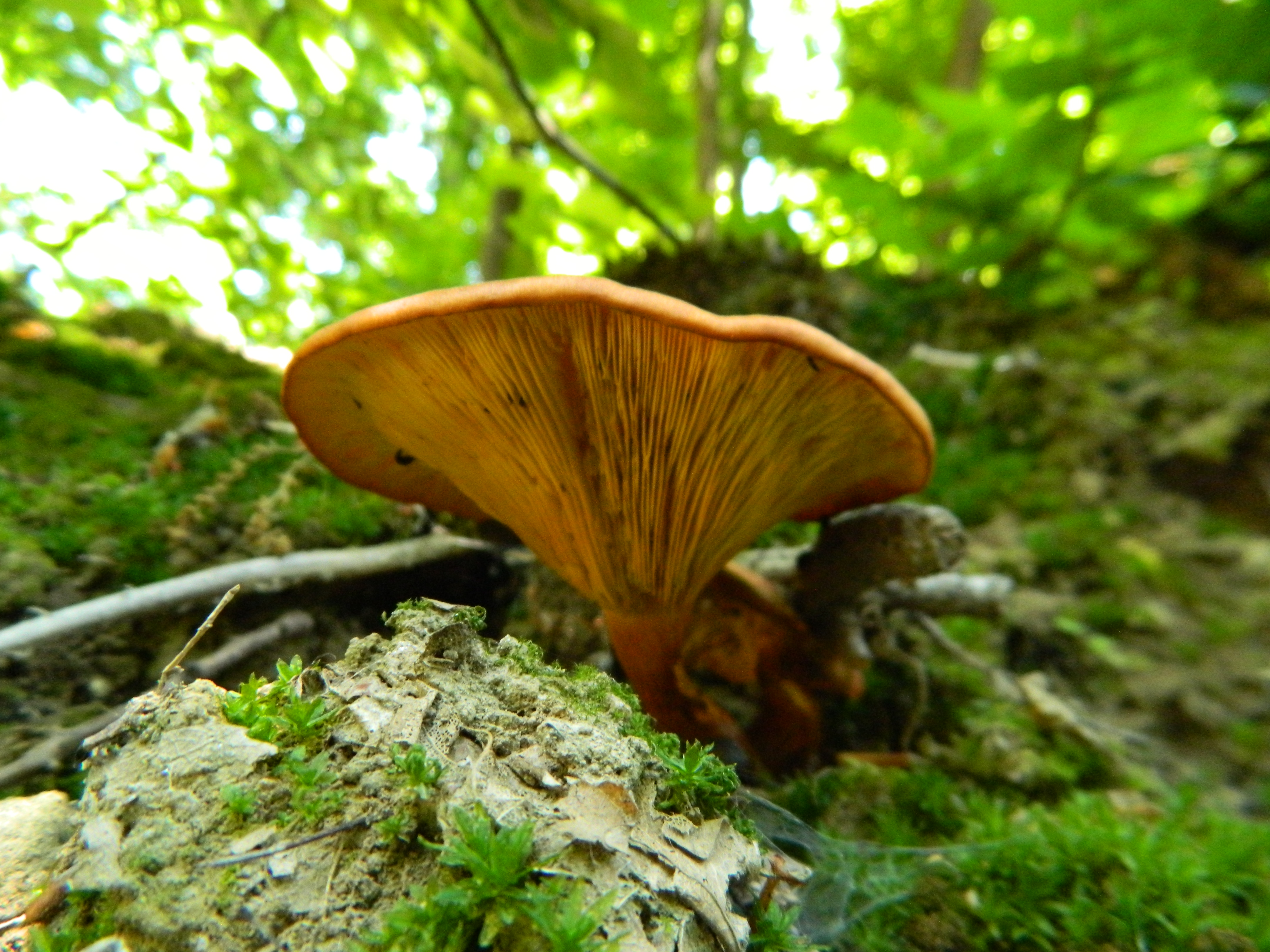
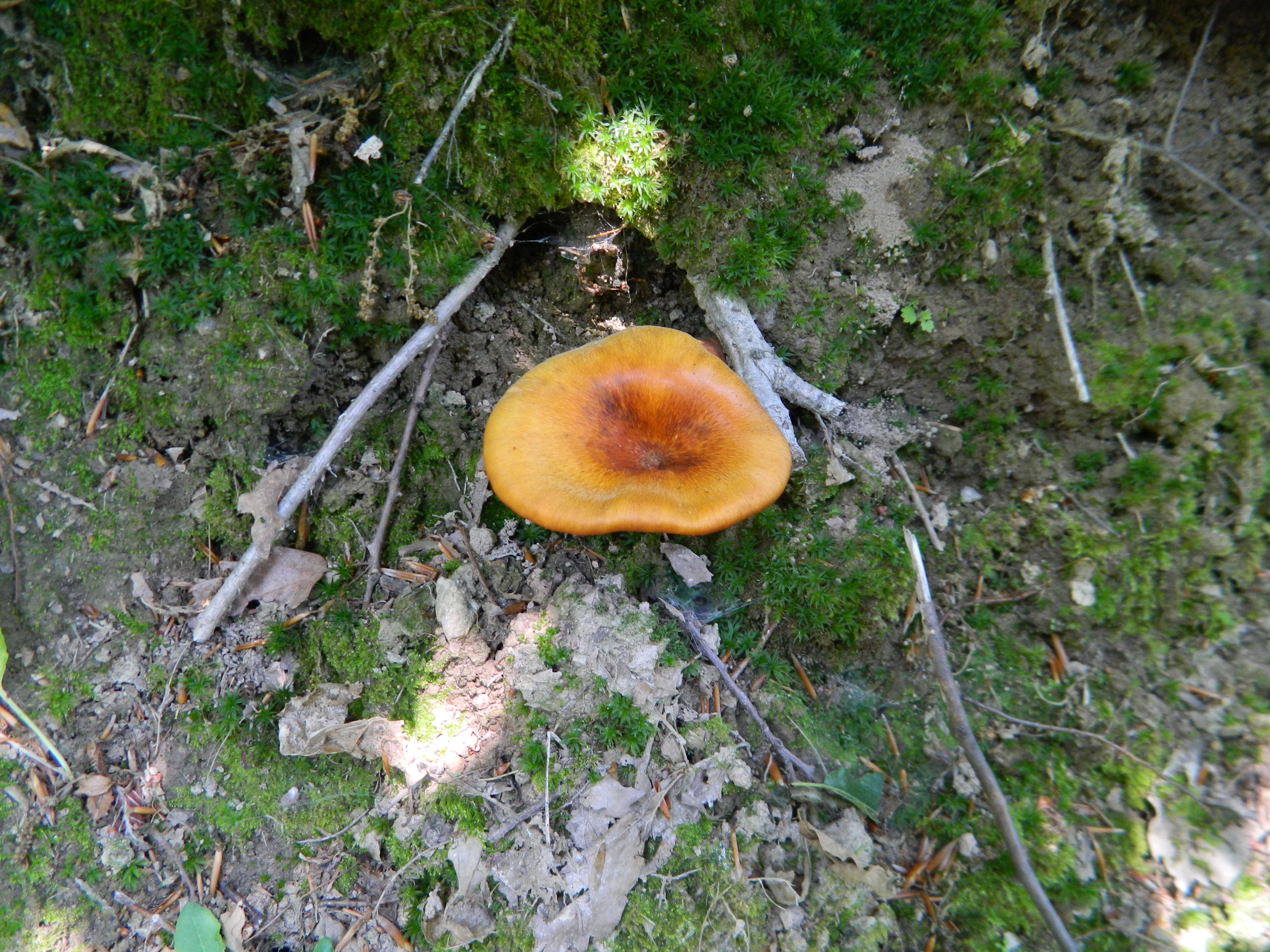
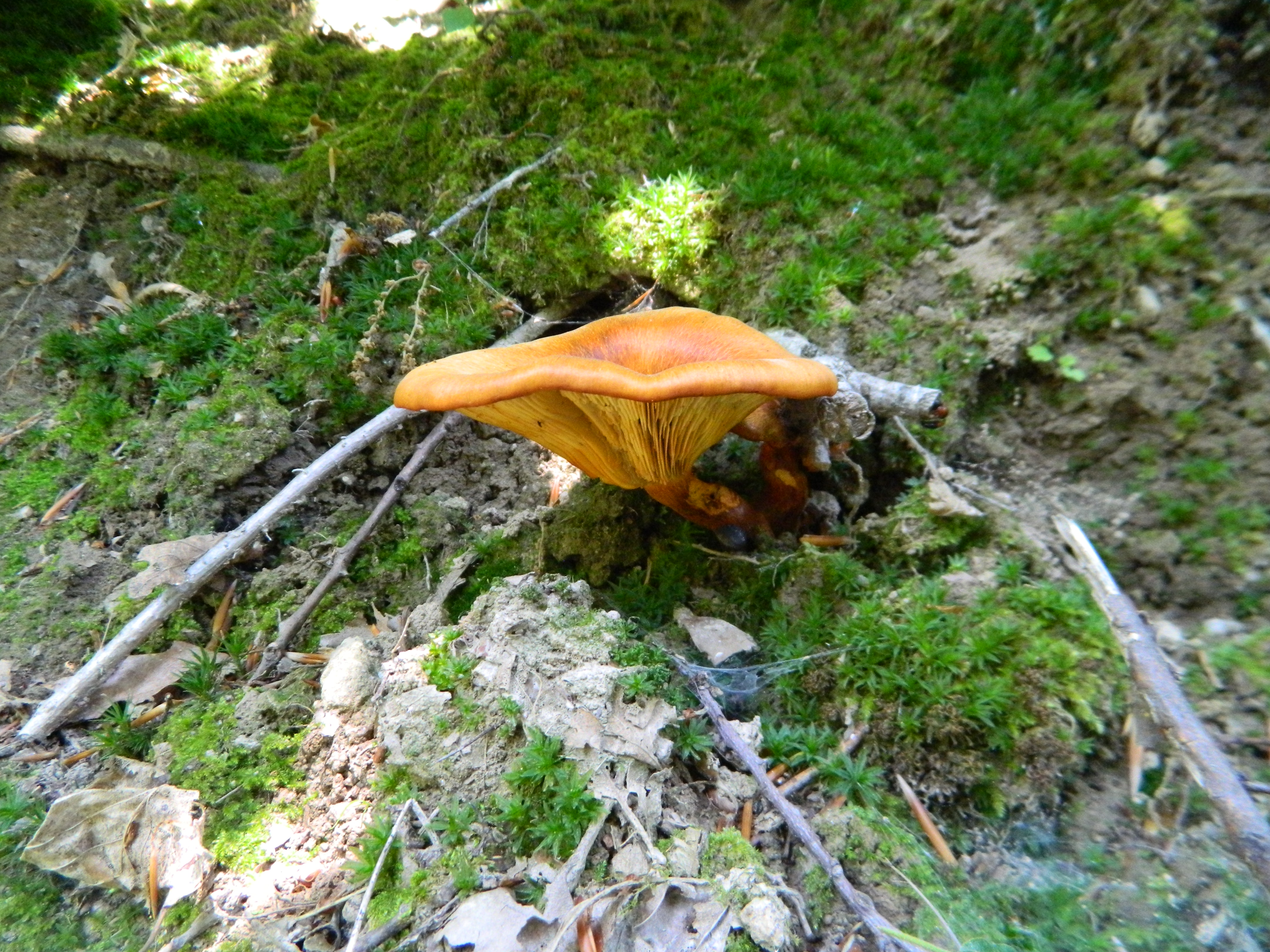
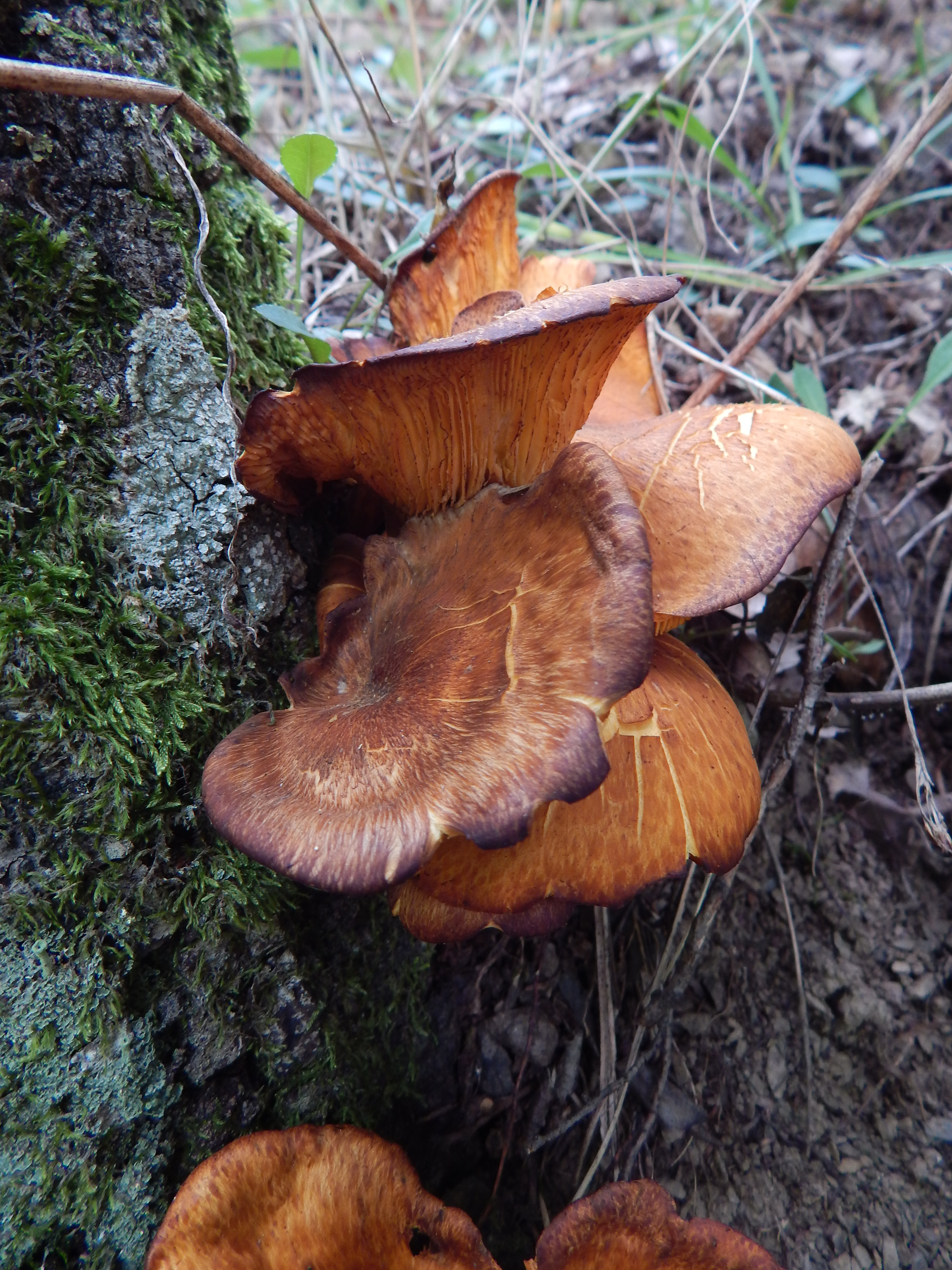